# Messier 105
Messier 105 (também conhecida como M105 e NGC 3379) é uma galáxia elíptica na direção da constelação de Leo. Possui uma declinação de +12° 34' 54" e uma ascensão reta de 10 horas, 47 minutos e 49.6 segundos.
A galáxia M105 foi descoberta por Pierre Méchain, em 24 de março de 1781.

## Descoberta e visualização

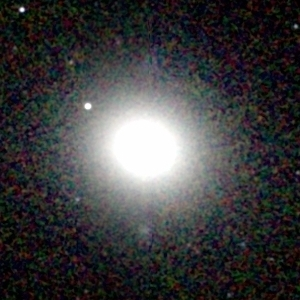
projeto 2MASS

A galáxia elíptica foi descoberta por Pierre Méchain, assistente do astrônomo francês Charles Messier, em 24 de março de 1781, três dias antes da descoberta do objeto Messier 101. Contudo, devido a razões desconhecidas, M101 foi incluído na última versão do catálogo de objetos do céu profundo de Messier, mas M105 não. O objeto, alguns anos mais tarde, descrito por Méchain em uma carta para Jacob Bernoulli. William Herschel, descobridor de Urano, descobriu independentemente o objeto em 11 de março de 1784.
Em meados do século XX, a astrônoma canadense Helen Sawyer Hogg adicionou o objeto à versão moderna do catálogo de Messier, juntamnete com M106 e M107.

## Características
A galáxia elíptica situa-se a uma distância de aroximadamente 38 milhões de anos-luz em relação à Terra e é a galáxia elíptica mais brilhante de seu grupo galáctico, o grupo M96.
Sua região central contém um buraco negro supermaciço com massa equivalente a 50 milhões de vezes a massa solar. Se afasta radialmente da Terra a uma velocidade de 752 km/s.